# Boeing X-37

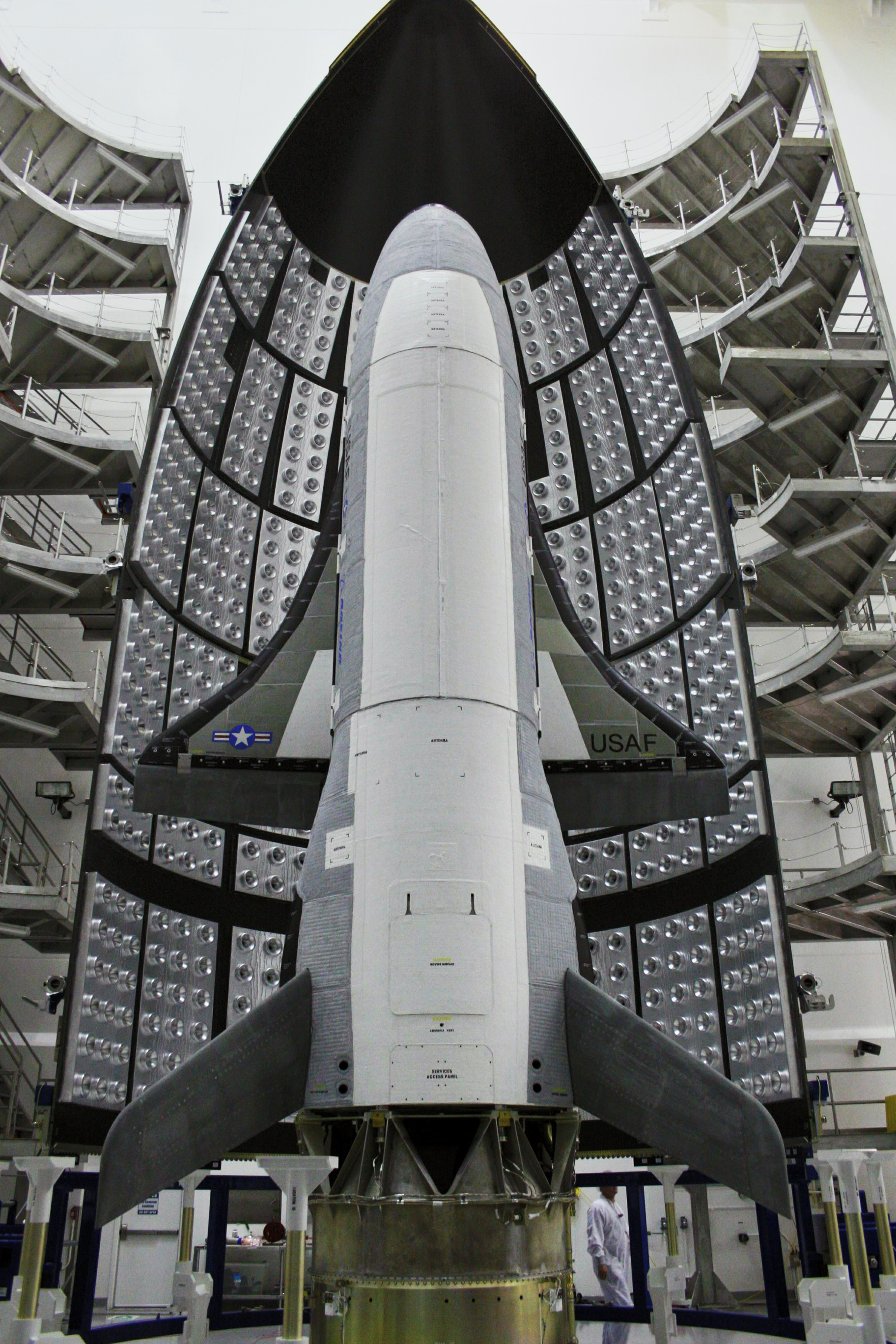
Boeing X-37 перед запуском на орбіту. 13 квітня 2010

Боїнг X-37 — безпілотний експериментальний орбітальний літак, призначений для наукових досліджень та тестування нових майбутніх технологій космічних польотів під час перебування на орбіті та входження в атмосферу. Це непілотований космічний корабель багаторазового використання, котрий є збільшеною в 1,2 раза версією апарата X-40A. Проєкт X-37 починався як проєкт NASA в 1999 році, а у 2004 році він був переданий Міністерству оборони США.
Виріб виготовлено секретним космічним підрозділом компанії Boeing в Хантінктон-Біч у Південнокаліфорнійському окрузі Орандж. У розробці також брав участь підрозділ, розташований в Сіл-Біч округу Орандж, і підприємство з виробництва супутників у каліфорнійському Ель-Сегундо.
X-37 виконав свій перший політ шляхом тестового скидання 7 квітня 2006 року на авіабазі Едвардс. Космічний корабель був запущений 22 квітня 2010 року.

## Варіанти (версії)

### X-37A
X-37A базова версія космічного апарата для NASA. X-37A здійснював відпрацювання спуску і посадки експериментального апарата (ALTV) в 2005 і 2006 роках.

### X-37B
X-37B являє собою модифіковану версію NASA X-37A, призначений для ПС США. Він виконує орбітальні випробувальні польоти починаючи з 2010 року. Запуски здійснюються з інтервалом в кілька років й передбачають тривале перебування на орбіті. Станом на 8 липня 2022 року, X-37B перебував на навколоземній орбіті 781 день, побивши свій попередній рекорд 780 днів.

### X-37C
У 2011 році Boeing оголосив про плани масштабних заходів з модернізації варіанту X-37B, маючи на увазі космічний корабель X-37C. X-37C буде приблизно на 165—180 % більше, ніж X-37B, що дасть змогу перевозити до шести астронавтів усередині герметичного відділення розміщеному у вантажному відсіку. Для виведення на орбіту запропонована ракета-носій Atlas V Evolved. X-37C може конкурувати з комерційною космічною капсулою Boeing CST-100.

## Польоти

### Перший космічний політ (OTV-1)
Перший успішний запуск в космос орбітального літака X-37 відбувся 22 квітня 2010 року о 19:52 (за місцевим часом). Для запуску використовувалася ракета-носій Atlas V, місце запуску — стартовий майданчик SLC-41 авіабази «Мис Канаверал». У ході польоту планувалося випробувати навігаційні системи, управління, теплозахисну оболонку і систему автономної роботи апарата. Представники ПС США заявляли, що X-37B розрахований на максимальне перебування в космосі протягом 270 днів.
3 грудня 2010 року X-37В повернувся на Землю після семи місяців польоту. Посадка в автоматичному режимі була здійснена о 09:16 UTC на злітно-посадкову смугу бази ПС США «Ванденберг», розташованої на північний захід від Лос-Анджелеса (штат Каліфорнія). У ході перебування на орбіті X-37B отримав сім ушкоджень обшивки в результаті зіткнення з космічним сміттям. Під час посадки від зависокого тиску луснуло колесо шасі. Шматки гуми, що відлетіли, завдали незначних ушкоджень нижній частини фюзеляжу апарата. Попри те, що покришка лопнула при торканні посадкової смуги, апарат не відхилився від курсу і продовжив гальмування, тримаючись рівно середини посадкової смуги.

### Другий космічний політ (OTV-2)
Безпілотний апарат X-37B був запущений у березні 2011 року, як космічна головна частина носія Atlas V з космодрому на мисі Канаверал (штат Флорида). Представники американського військового відомства повідомили тоді, що запуск здійснений для перевірки «нових космічних технологій», — зазначала «Лос-Анджелес Таймс». Повідомлялося, що 9-метровий орбітальний літак, що нагадує зменшену копію «Шаттла», приземлиться через 270 днів, тобто 30 листопада 2011 року, на 5-кілометровій злітно-посадковій смузі бази ПС США «Ванденберг» (штат Каліфорнія). Однак ПС США заявили, що місія буде продовжена на невизначений термін. Випробування апарата проводилося на ширшій орбіті при ускладнених умовах сходу з неї і заходу на посадку. Програма OTV-2 буде розширена в порівнянні з OTV-1.

Газета прес-повідомлення Міністерства оборони США цитує слова підполковника Тома Макінтайра, директор програм космічних систем:
Спочатку ми планували, що місія триватиме дев'ять місяців, тобто до цього дня, проте було ухвалено рішення продовжувати місію до тих пір, поки це дозволяють обставини. Перебування апарата X-37 на орбіті дає нам додаткові можливості для експериментів.
Програма випробувань другого прототипу практично не відрізнятиметься від такої для OTV-1. У неї буде додана тільки перевірка роботи електромеханічних систем і ретельніше спостереження за роботою алгоритмів автономної посадки. Для запобігання інциденту з покришкою в місії OTV-1, інженери знизили тиск в колесах OTV-2 на 15 %.

Станом на 9 березня 2012 року ця секретна місія експериментального безпілотного космоплана США X-37B продовжувалася. Як повідомив офіційний представник ПС США підполковник Том Макінтайр:
…початок наступної місії X-37B запланований на осінь 2012 року. Ми дуже раді результатам цього експерименту. Програма X-37B допомагає встановлювати стандарти для космопланів багаторазового використання.

### Третій космічний політ (OTV-3)
Безпілотний космічний апарат X-37B був запущений за допомогою ракети-носій Atlas V з космодрому на мисі Канаверал 11 грудня 2012 року. Як і раніше, ніяких подробиць про завдання місії офіційно не було повідомлено. X-37В здійснив посадку на базі ПС США «Ванденберг» (штат Каліфорнія) 17 жовтня 2014 року. Космічний корабель знаходився на орбіті 675 діб. Це був той самий космічний літак, що і в першій місії програми.

### Четвертий космічний політ (OTV-4)
Безпілотний космічний апарат X-37B був запущений за допомогою ракети-носій Atlas V з космодрому на мисі Канаверал 20 травня 2015 року.
У травні 2017 року суборбітальний літак-розвідник X-37B Orbital Test Vehicle зробив успішне приземлення на космодромі на мисі Канаверал в США після 700 днів на орбіті, — про це повідомили у ПС США.

### П'ятий космічний політ (OTV-5)
7 вересня 2017 року ракета Falcon 9 вивела на орбіту космоплан Boeing X-37В. Перший ступінь Falcon 9 після цього успішно повернувся на Землю.
Літальний апарат перебував на орбіті 780 діб та повернувся на Землю 27 жовтня 2019 року. Таким чином, ця місія стала найдовшою серед всіх виконаних до того. Приземлення відбулось об 3:51 за літнім східним часом (07:51 GMT) на посадковій смузі космічного центру імені Кенеді (мис Канаверал, штат Флорида).
Відомо, що літальний апарат вивів на орбіти менші супутники та виконав низку таємних експериментів. Серед виконаних ним експериментів відомо про випробування нових електронних приладів та обладнання для тривалих космічних польотів.

### Шостий космічний політ (OTV-6)
18 травня 2020 року ракета Atlas V вивела на орбіту космоплан Boeing X-37В.
Однією з особливостей польоту в ході місії OTV-06 є доданий «сервісний модуль», прикріплений до кормової частини апарата. Обсяг штатного вантажного відсіку обмежений. Тому вирішили прилаштувати додатковий модуль до «планера», який повертатися на Землю не буде, але дозволяє розмістити додаткове обладнання. Серед відомого обладнання та експериментів буде мікросупутник від курсантів ПС США, насіння і матеріали від NASA (для перевірки тривалого експонування в відкритому космосі) і якийсь агрегат від військових моряків для перетворення сонячної енергії в мікрохвильове направлене випромінювання для передачі на Землю.
12 листопада 2022 року, після 908 днів навколоземного польоту апарат повернувся на Землю. Успішне приземлення відбулось в космічному центрі Кеннеді (штат Флорида).
Таким чином, сукупна тривалість перебування в космосі досягла 3774 днів.

### Сьомий космічний політ (OTV-7)
28 грудня 2023 року, о 20:07 за місцевим часом (29 грудня, о 04:07 за київським часом), космічний літак X-37B за допомогою ракети-носія Falcon Heavy стартував з Космічного центру імені Кеннеді (штат Флорида). На відміну від попередніх місій, які використовували ракету Falcon 9 для низької навколоземної орбіти, цього разу була використана більш потужна Falcon Heavy, яка здатна підняти X-37B на висоту 35 тисяч кілометрів. Точний пункт призначення космічного літака залишається нерозкритим, але відомо, що на борту буде один відкритий експеримент: проєкт «Seeds-2» від NASA, який досліджуватиме вплив радіації та довготривалого перебування в космосі на насіння рослин. Є думки, що космічний літак також може використовуватися для розвідки та перевірки чужих космічних об'єктів або навіть виведення їх з ладу.
10 жовтня 2024 року пресслужба Космічних сил США (USSF) повідомила, що космічний літак X-37B виконав серію маневрів з аерогальмування для зміни своєї орбіти навколо Землі та безпечної утилізації компонентів службового модуля. Ці операції проводилися в рамках місії OTV-7, яка триває вже майже рік. За цей час на борту X-37B проводилися експерименти з вивчення впливу радіації, а також тестування нових військових технологій. Під час поточної місії було ухвалено рішення про застосування аерогальмування — методу зміни орбіти космічного апарата з мінімальною витратою палива. Цей процес охоплює серію проходжень через верхні шари атмосфери Землі, де аеродинамічний опір поступово знижує швидкість апарата і змінює його орбітальні параметри. Водночас в USSF не розкрили ні параметрів орбіти, на якій було виконано політ, ні періоду, протягом якого він відбувався.
8 березня 2025 року, згідно повідомлення United States Space Force (USSF), космічний літак X-37B, після 434-денного польоту у космосі, успішно приземлився на базі Ванденберг у Каліфорнії.

## Цілі створення апарата
Цілі, для яких ПС США збирається використовувати орбітальний літак, не розголошуються. Згідно з офіційною версією основною його функцією стане доставка на орбіту вантажів. За іншими версіями, X-37 може застосовуватися в розвідувальних цілях. На думку історика А. Б. Широкорада вищезгадані припущення невірні (зважаючи на економічну недоцільність), а ймовірнішим призначенням цього апарата є тестування технологій для майбутнього космічного перехоплювача, що дає змогу інспектувати чужі космічні об'єкти і, якщо потрібно, виводити їх з ладу кінетичною дією. Таке призначення апарата повністю відповідає документу «Національна космічна політика США» 2006 року, яка проголошує право США частково поширити національний суверенітет на космічній простір.
Американські військові заявляють, що X-37 служить випробувальною платформою для новітніх технологій. Експерти висловлюють припущення, що X-37B може бути попередником орбітальної зброї, здатної доставляти бомби в будь-яку точку планети і знищувати супутники на орбіті. Для цього виріб повинен летіти, як літак, а не падати, як ракета. З'явилися чутки, що випробування апарата X-37B можуть стосуватися програми PGS.